# Teinostoma nesaeum
Teinostoma nesaeum är en snäckart som beskrevs av Henry Augustus Pilsbry och McGinty 1945. Teinostoma nesaeum ingår i släktet Teinostoma och familjen Vitrinellidae. Inga underarter finns listade i Catalogue of Life.